# 剧场幻象
剧场幻象（英語：Idola theatri，也译作剧场偶像或剧场假象）是一类逻辑谬误，是从哲学的各种各样的教条以及一些错误的论证法则转移到人们的心中的（第1卷格言44），弗朗西斯·培根爵士用拉丁文创造，并在他的著作《新工具论》中使用，《新工具论》是为现代科学的逻辑和方法进行论证的最早的著作之一。”。他称它们为“剧场幻象”是“因为在于我看来，一切公认的学说体系只不过是许多舞台戏剧，表现着人们自己依照虚拟的布景的式样而创造出来的一些世界。”（第1卷格言44）